# Saint-Sève
Saint-Sève è un comune francese di 218 abitanti situato nel dipartimento della Gironda nella regione della Nuova Aquitania.

## Società

### Evoluzione demografica
Abitanti censiti